# Benahe
Benahe is een bestuurslaag in het regentschap Timor Tengah Selatan van de provincie Oost-Nusa Tenggara, Indonesië. Benahe telt 322 inwoners (volkstelling 2010).